# Scarus frenatus
Scarus frenatus és una espècie de peix de la família dels escàrids i de l'ordre dels perciformes.
Poden assolir fins a 47 cm de longitud total. Es troba des del Mar Roig fins a les Illes de la Línia, el sud del Japó i Austràlia Occidental. Absent de les Hawaii.